# Wielopole Skrzyńskie
Wielopole Skrzyńskie – wieś (dawniej miasto) w Polsce, położona w województwie podkarpackim, w powiecie ropczycko-sędziszowskim, w gminie Wielopole Skrzyńskie. Wieś ma status sołectwa. Leży nad potokiem Podliwek i rzeką Wielopolką, dopływem Wisłoki. Siedziba gminy Wielopole Skrzyńskie.
W latach 1975–1998 wieś administracyjnie należała do województwa rzeszowskiego.

## Integralne części wsi
| SIMC    | Nazwa             | Rodzaj    |
| ------- | ----------------- | --------- |
| 0666733 | Granice Kłonickie | część wsi |
| 0666740 | Kłonice           | część wsi |
| 0666756 | Nowa Wieś         | część wsi |
| 0666762 | Rzegocin          | część wsi |
| 0666779 | Rzeki Konickie    | część wsi |
| 0666785 | Rzeki Rzegockie   | część wsi |
| 0666791 | Sośnice           | część wsi |
| 0666800 | Stachorówka       | część wsi |
| 0666816 | Świeradówki       | część wsi |
| 0666822 | Wytrząska         | część wsi |

## Historia
Wielopole uzyskało lokację miejską przed 1337 rokiem, utraciło prawa miejskie w 1933 roku.
Historia Wielopola sięga XI w. i czasów króla Bolesława Śmiałego. Przypuszczalnie na Stroszowej Górze powstał we wczesnym średniowieczu gród obronny, a później obok niego rozwinęła się osada.
Prawa miejskie wieś otrzymała ok. 1348, za panowania króla Kazimierza Wielkiego jako Fürstenberg (Książęca Góra) i utraciła po reformie administracyjnej w 23.03.1933. O awansie do grona miast zadecydowało położenie Wielopola na drodze handlowej z Sandomierza przez Ropczyce, doliną Wielopolki, w kierunku przełęczy karpackich na Węgry. Upadek miasta nastąpił w wyniku kolejnych wojen, epidemii, ruchów społecznych (rzeź galicyjska) i pożarów.
W 1523 Katarzyna, Anna i Małgorzata Kamienieckie – córki Jana Kamienieckiego sprzedały miasteczko Wielopole z dwoma folwarkami Góra i Konice kasztelanowi przemyskiemu Andrzejowi Czuryle za 5100 florenów.
Z historią Wielopola Skrzyńskiego związana jest także historia Żydów. Pierwsze wzmianki o ludności żydowskiej w Wielopolu Skrzyńskim odnotowano w 1641. W 1673 mieszkało tu 16 rodzin żydowskich. W 1765 miejscowy kahał skupiał 309 Żydów, zaś w samym mieście było ich 151. W 1870 wielopolska gmina żydowska liczyła 500 osób. Miała synagogę, cmentarz a rabinem był Natan Libschutz. Do 1900 liczebność gminy wzrosła do 715 osób. Rabinem był wówczas Izaak Libschutz, syn Natana. Z chwilą wybuchu drugiej wojny światowej część z ludności żydowskiej Wielopola uciekła na wschód i znalazła się w sowieckiej strefie okupacyjnej. Już w grudniu 1939 Niemcy przywieźli tu 70 Żydów wysiedlonych z Inowrocławia. W 1941 hitlerowcy spędzili do Wielopola około 150 rodzin żydowskich z okolicznych wsi. Synagoga została całkowicie zniszczona wskutek pożaru w sierpniu 1944.
W 1955, podczas projekcji filmu w kinie objazdowym, spłonęło 58 osób, w tym 38 dzieci (zob. Pożar w kinie w Wielopolu Skrzyńskim).

## Zabytki
- Kościół NMP Wniebowziętej – usytuowany w zachodnim narożu rynku, konsekrowany w 1683; kościół ma charakter barokowy, murowany, z zabytkowym wystrojem wnętrza oraz murowaną dzwonnicą[9].
- Kapliczka św. Floriana i Sebastiana – usytuowana w rynku; murowana z drewnianymi figurami z początku XIX wieku.
- Liczne domy drewniane pochodzące z XIX wieku.
- Pozostałości po fortyfikacjach i obwarowaniach miejskich.
- Cmentarze znajdujące się wokół Wielopola stanowiące ważny element krajobrazu kulturowego.
- Cmentarz żydowski.
- Kantorówka (stara plebania) - dom w którym urodził się Tadeusz Kantor.

## Sport i rekreacja
Oprócz zabytków Wielopole Skrzyńskie posiada ośrodek rekreacyjno-sportowy z boiskiem do piłki nożnej Miejscowość posiada ponadto tereny o dużych walorach rekreacyjnych i krajobrazowych. Gmina leży bowiem w obszarze malowniczego Pogórza Strzyżowskiego, od południa graniczy też z Czarnorzeckim Parkiem Krajobrazowym.

## Kultywowane stare lokalne obyczaje
Emaus (Meus)Obrzęd związany z obchodami Świąt Wielkanocnych, rozpoczynający się o północy w Wielką Sobotę, kiedy to strażacy pełniący straż przy grobie Chrystusa odwiedzają wielopolskie domostwa, bębniąc w zabytkowy bęben, pozostawiony Wielopolanom przez króla Jana III Sobieskiego, oznajmiają zmartwychwstanie Jezusa. W niedzielę wielkanocną uczestnicy zbierają się wokół figury św. Jana i w procesji, przy śpiewie pieśni wielkanocnych i dźwiękach bębna Sobieskiego podążają na cmentarz choleryczny. Upamiętniając tym ofiary epidemii cholery. Na miejscu odśpiewywany jest hymn do św. Rozalii patronki od morowego powietrza i pieśni wielkanocne.
Legenda o bębnie SobieskiegoW opisach historii bębna nie ma zgodności co do tego czy król Jan III Sobieski podarował Wielopolanom bęben w zamian za gościnę w zamku wielopolskim, wracając spod Wiednia czy tam podążając. Jednakże większość historyków podaje, iż musiało to się wydarzyć w drodze powrotnej króla, jako że bęben jest pochodzenia tureckiego.
KantoraliaPodkarpackie Konferencje Teatrów Poszukujących o nagrodę im. T.M. Kantora (krzesło kantorowskie). Cykliczna impreza w której biorą udział amatorskie teatry z Polski, Słowacji, Węgier, Ukrainy i Rosji.
Zamek w Wielopolu Skrzyńskimzostał wybudowany przed 1580 przez Kacpra Maciejowskiego koniuszego wielkiego koronnego, kasztelana lubelskiego wraz z predium dworskim. Jak wynika z przekazów był to okazały zamek w stylu renesansowym. W historii właścicieli tego zamczyska przewijają się nazwiska takie jak: Zborowscy, Stadniccy, Skrzyńscy, hetman Jabłonowski, Ludwik Dębicki. Tradycja utrzymuje, że w zamku była kaplica arian i że w lochach mieszczą się ich groby. Hrabia Dębicki sprzedał zamek miejscowym Żydom na materiał budowlany. Ci zaś rozebrali go na budulec ok. 1906.

## Osoby urodzone we wsi
- Marcin Daniec – satyryk;
- Edward Dojan-Surówka – pułkownik piechoty Wojska Polskiego;
- Tadeusz Kantor – artysta malarz, teatrolog profesor ASP w Krakowie, innowator w sztuce teatru, dramaturg;
- Stefania Ordyńska - malarka.

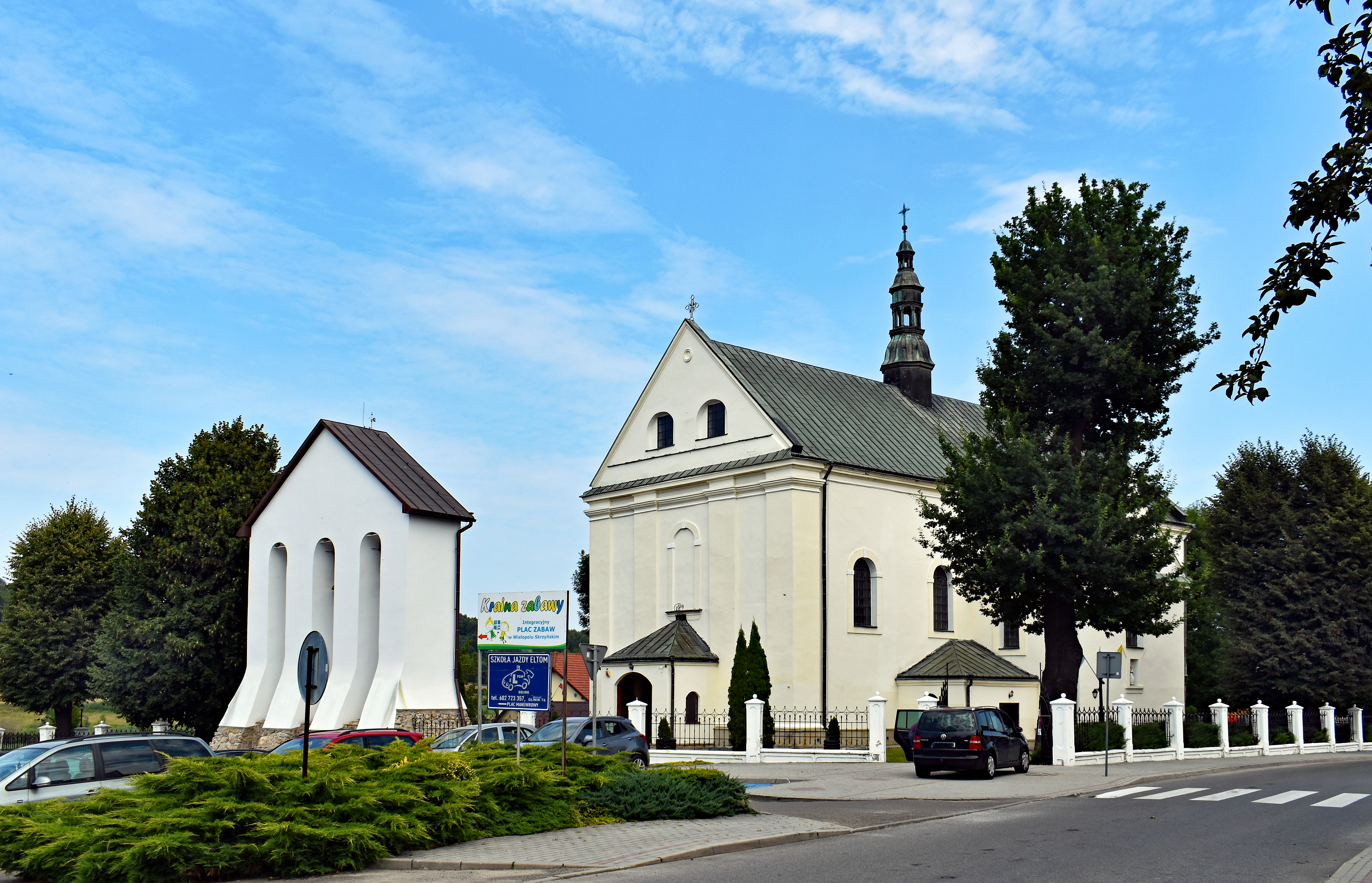
Kościół parafialny.
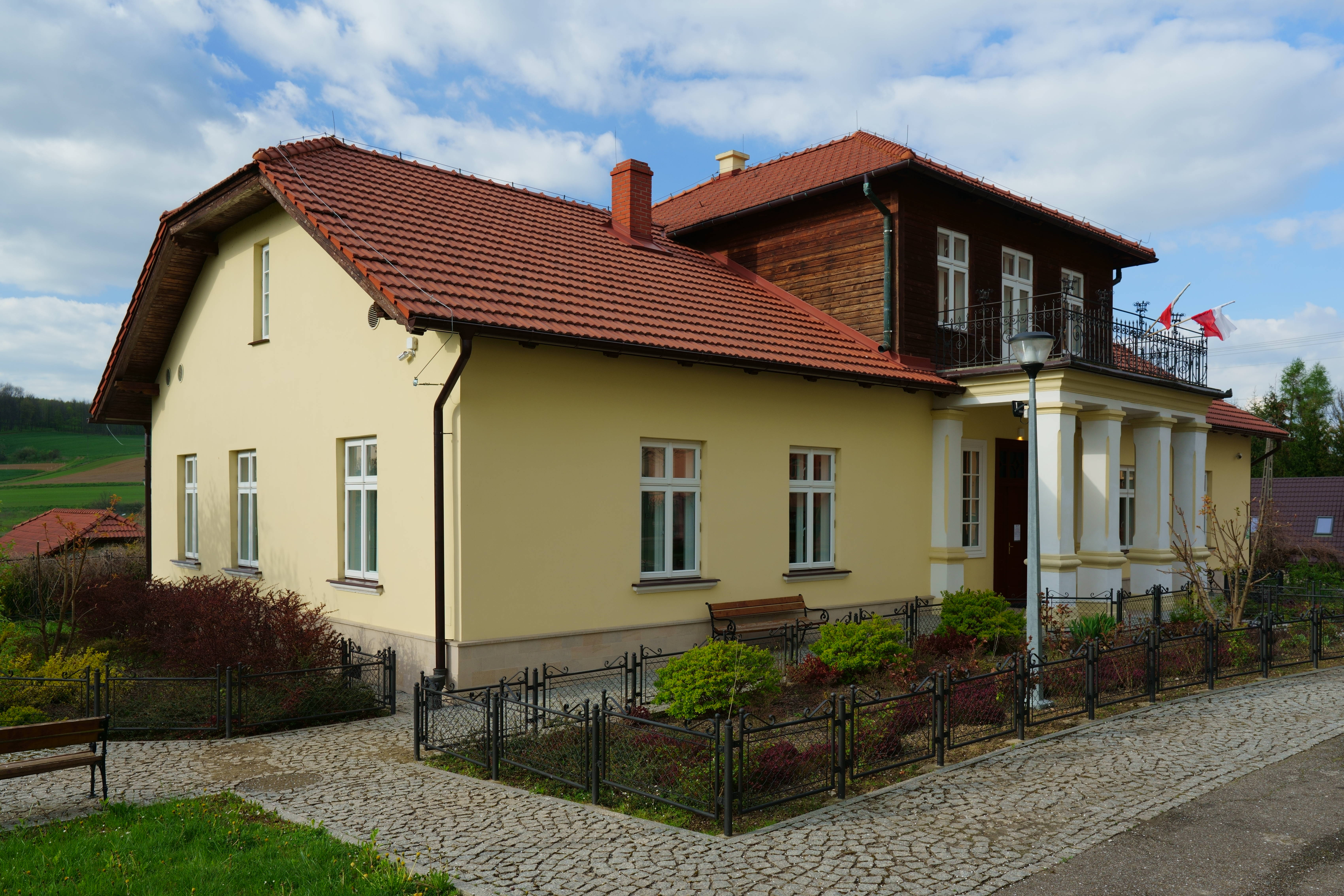
Kantorówka. Dom urodzin Tadeusza Kantora, obecnie muzeum.
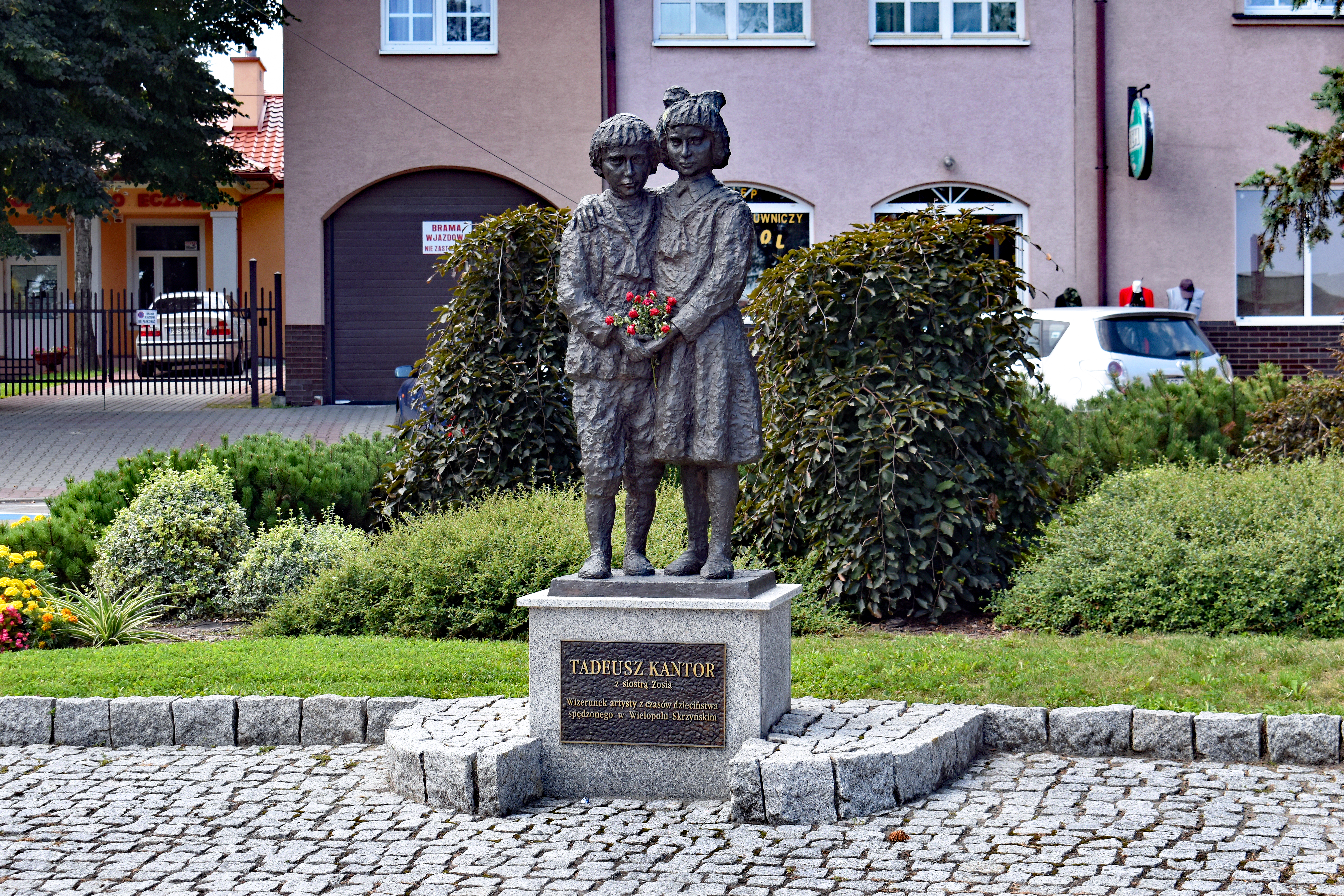
Pomnik Tadeusza  Kantora i jego siostry Zosi, na Rynku.
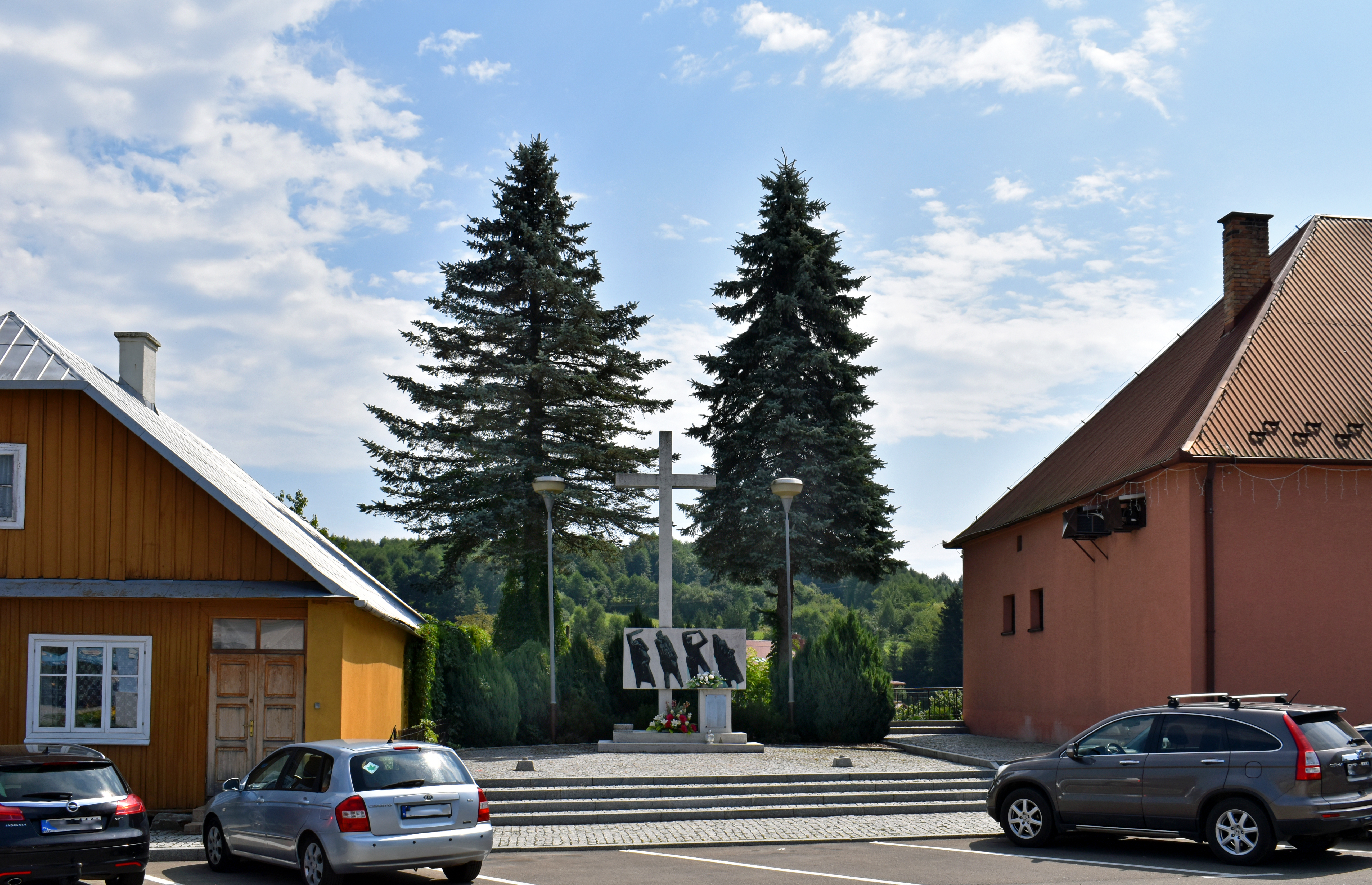
Krzyż pamięci ofiary pożaru kina.
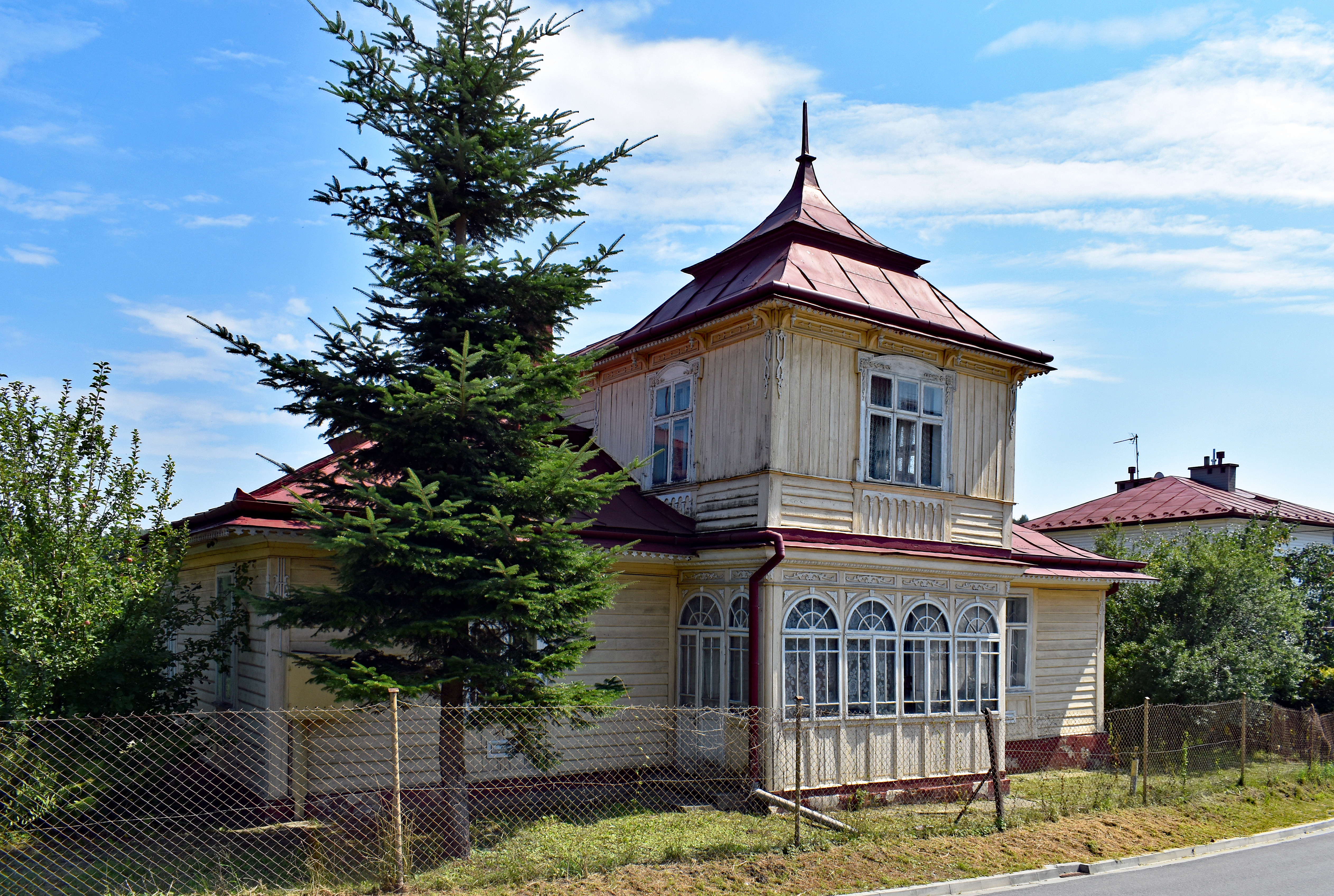
Stary dom.